# Tariq Aziz

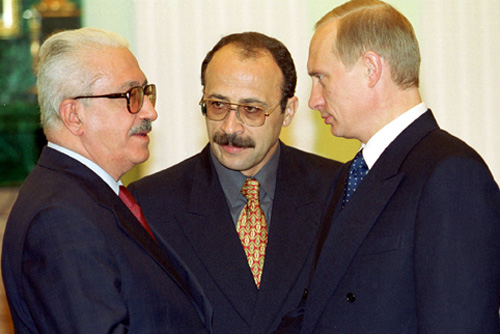
Tariq Aziz (till vänster) och Vladimir Putin (till höger) år 2000.

Tariq Aziz, född 28 april 1936 i Tel Keppe i Ninawa, död 5 juni 2015 i Nasiriyya, var en irakisk politiker. Han var utrikesminister 1983–1991 och vice premiärminister 1979–2003 under Saddam Husseins tid som Iraks ledare.
Aziz föddes i den assyriska staden Tel Keppe nära Mosul i norra Irak. Hans ursprungliga namn var Michail Yuhanna, men han antog senare namnet Tariq Aziz. Han var assyrier och medlem av den kaldeisk-katolska kyrkan, vilket han var ensam om i Saddams regering.
Tariq Aziz dömdes 2009 till 15 års fängelse för inblandning i morden på köpmän 1992 och till ytterligare sju år för inblandning i tvångsförflyttningarna av kurder från norra Irak under Saddam Husseins styre.
Aziz överlämnade sig själv till amerikanska styrkor i april 2003 men lämnades över till irakiska myndigheter 2010. I augusti samma år anklagade han USA:s president Barack Obama för att "lämna över Irak till vargarna" med anledning av tillbakadragandet av amerikanska trupper.
Aziz dömdes i oktober 2010 till döden av en domstol i Bagdad för sin roll i utplånandet av religiösa partier.  Den 5 juni 2015 meddelades det att han avlidit i fängelset.